# San Antonio Spurs 1975-1976
La stagione 1975-76 dei San Antonio Spurs fu la 9ª e ultima nella ABA per la franchigia.
I San Antonio Spurs arrivarono terzi nella regular season con un record di 50-34. Nei play-off persero la semifinale ABA con i New York Nets (4-3).

## Classifica
| Squadra              | V  | P  | %    | GB   |
| -------------------- | -- | -- | ---- | ---- |
| Denver Nuggets       | 60 | 24 | 71,4 | -    |
| New York Nets        | 55 | 29 | 65,5 | 5    |
| San Antonio Spurs    | 50 | 34 | 59,5 | 10   |
| Kentucky Colonels    | 46 | 38 | 54,8 | 14   |
| Indiana Pacers       | 39 | 45 | 46,4 | 21   |
| Spirits of St. Louis | 35 | 49 | 41,7 | 25   |
| San Diego Sails      | 3  | 8  | 27,3 | 20,5 |
| Utah Stars           | 4  | 12 | 25,0 | 22   |
| Virginia Squires     | 15 | 68 | 18,1 | 44,5 |

## Roster
| N° | Naz.                   | Ruolo | Sportivo        | Anno | Alt. | Peso |
| -- | ---------------------- | ----- | --------------- | ---- | ---- | ---- |
| 5  | Stati Uniti (bandiera) | AC    | Billy Paultz    | 1948 | 211  | 107  |
| 10 | Stati Uniti (bandiera) | G     | Skip Wise       | 1955 | 188  | 75   |
| 12 | Stati Uniti (bandiera) | G     | Mike Gale       | 1950 | 193  | 84   |
| 13 | Stati Uniti (bandiera) | G     | James Silas     | 1949 | 183  | 82   |
| 15 | Stati Uniti (bandiera) | GA    | Henry Ward      | 1952 | 193  | 88   |
| 22 | Stati Uniti (bandiera) | G     | George Karl     | 1951 | 188  | 84   |
| 23 | Stati Uniti (bandiera) | A     | Will Franklin   | 1949 | 201  | 100  |
| 23 | Stati Uniti (bandiera) | AC    | Stew Johnson    | 1944 | 203  | 100  |
| 25 | Stati Uniti (bandiera) | AC    | Coby Dietrick   | 1948 | 208  | 100  |
| 30 | Stati Uniti (bandiera) | GA    | Allan Bristow   | 1951 | 201  | 95   |
| 30 | Stati Uniti (bandiera) | A     | Dennis Van Zant | 1952 | 206  | 95   |
| 35 | Stati Uniti (bandiera) | A     | Larry Kenon     | 1952 | 206  | 93   |
| 42 | Stati Uniti (bandiera) | AC    | Tom Owens       | 1949 | 208  | 98   |
| 44 | Stati Uniti (bandiera) | GA    | George Gervin   | 1952 | 201  | 82   |
| 52 | Stati Uniti (bandiera) | A     | Ken Smith       | 1953 | 201  | 84   |
| 53 | Stati Uniti (bandiera) | A     | Mark Olberding  | 1956 | 203  | 102  |

## Staff tecnico
- Allenatore: Bob Bass
- Vice-allenatore: Rudy Davalos